# Vuolijoki
Vuolijoki este o fostă comună din Finlanda.